# Teilverkauf
Der Teilverkauf ist ein Modell der Immobilienverrentung, bei dem ältere Eigentümer bis zu 50 Prozent ihrer meist selbstgenutzten Immobilie verkaufen, diese gegen eine Gebühr aber weiterhin wie gewohnt nutzen dürfen. Hierbei wird in Regel ein Nießbrauchsvertrag oder ein lebenslanges Wohnrecht vereinbart und grundbuchrechtlich gesichert. Das Modell wird von einigen Verbraucherschützern kritisch gesehen. Die Aufnahme eines Darlehens, ggf. in Form einer Umkehrhypothek, gilt als günstiger und risikoärmer.

## Ankauf der Immobilie
Beim Verkauf im Rahmen eines Teilverkaufs wird, anders als bei anderen Immobilienverrentungen wie zum Beispiel der Leibrente, der Marktpreis erzielt. Die statistische Lebenserwartung der Verkaufenden fließt nicht in die Berechnung mit ein. Die Bestimmung des Kaufpreises erfolgt in der Regel durch einen unabhängigen, zertifizierten Gutachter, der vom Teilankäufer bezahlt wird. Es handelt sich hierbei nicht notwendigerweise um öffentlich bestellte und vereidigte Sachverständige. Der Verkäufer hat aber häufig die Möglichkeit, mehrere Gutachten erstellen zu lassen; er kann bei vielen Anbietern auch selbst den Gutachter stellen.

## Nutzungsentgelt während der Laufzeit
Für den verkauften Anteil wird entweder ein Nießbrauchsrecht oder ein lebenslanges Wohnrecht eingeräumt. Sofern berücksichtigt wird, dass das Wohnrecht auch durch Vermietung ausgeübt werden kann, gibt es hierbei keinen wesentlichen Unterschied. Wichtig ist hingegen, dass dieses im Grundbuch eingetragen ist, damit im Falle der Insolvenz des Teilverkaufs-Anbieters das Recht geschützt ist. Für die Nutzung der kompletten Immobilie wird ein Entgelt fällig, was teurer sein kann als ein entsprechendes Darlehen. Die Höhe der Nutzungsgebühr hängt von den Refinanzierungskosten der Ankäufer ab. Häufig ist sie über eine bestimmte Laufzeit, etwa zehn Jahre, festgelegt. Nach Ablauf dieses Zeitraums ist die Höhe des Nutzungsgeldes meist an die Entwicklung eines Referenzzinssatzes (üblicherweise der Euribor) gebunden, so dass bei Zinserhöhungen mit deutlichen Steigerungen des Nutzungsentgeltes zu rechnen ist. Dies betrifft insbesondere Verträge, die in der Niedrigzinsphase, d. h. nach 2008, abgeschlossen wurden.

## Instandhaltungskosten
In der Regel beteiligt sich der Käufer nicht an den laufenden Instandhaltungskosten; diese verbleiben in voller Höhe beim Alteigentümer. Manche Anbieter geben an, im Einzelfall eine anteilige Beteiligung an wesentlichen Verbesserungen zu übernehmen. Vor dem Hintergrund einer möglichen Verpflichtung zur energetischen Sanierung des Bestandes ist dieser Aspekt besonders sorgfältig zu prüfen. 

## Verkauf der Immobilie
Häufig ist der Alteigentümer zwar berechtigt, zum einen den verkauften Anteil der Immobilie wieder zurückzukaufen oder zum anderen den Verkauf der gesamten Immobilie zu veranlassen. Hierbei werden aber bei manchen Anbietern Verkaufsgebühren in Höhe von sechs bis sieben Prozent des gesamten Kaufpreises fällig, die allein vom Alteigentümer zu zahlen sind. Wurde die Immobilie beispielsweise zu 50 Prozent verkauft, entspricht dies 12 bis 14 Prozent des anteiligen Kaufpreises. Weiterhin übernimmt der Ankäufer in Teilverkaufsmodellen üblicherweise kein Risiko eines Wertverlustes. Er lässt sich hingegen vom Alteigentümer sogar einen Wertzuwachs von mindestens 17 Prozent garantieren. Somit erhält der Alteigentümer erst dann etwas aus dem Verkauf, wenn der Ankäufer 117 Prozent des Kaufpreises zurückerhalten hat und die Verkaufsgebühr bezahlt wurde. Sollten die Wertsteigerungen über 17 Prozent ausfallen, partizipiert hingegen der Käufer trotzdem anteilig. Sofern also der Wert der Immobilie konstant bleibt, erhält der Alteigentümer nach Abzug einer Verkaufsgebühr von sechs Prozent und einer Wertsteigerungsgarantie von 17 Prozent für den Anbieter des Teilverkaufs aus einem Anteil von 50 Prozent nur noch 27 Prozent. Die Übernahme der Wertsteigerungsgarantie durch den Verkäufer ist aus den werblichen Unterlagen bzw. den Internetseiten häufig nicht ersichtlich.

## Mögliche Probleme bei Pflegebedürftigkeit
Beim Bewerben ihrer Angebote legen die Anbieter ihren Fokus auf gesunde, vitale Bewohner, die ihre Immobilie bis ans Lebensende selbst bewohnen möchten. Statistisch betrachtet nimmt der Anteil der pflegebedürftigen Personen jedoch mit dem Alter kontinuierlich zu. Während bei der Altersgruppe der 80- bis 85-Jährigen durchschnittlich 26 Prozent pflegebedürftig sind, steigt der Anteil bei den 85- bis 90-Jährigen bereits auf 47,5 Prozent und erreicht bei den über 90-Jährigen 72,5 Prozent, wobei Frauen häufiger betroffen sind als Männer.
Wohnrecht oder das Recht auf Nießbrauch stellt nicht nur bei Teilverkauf, sondern auch bei der vorzeitigen Übergabe an die zukünftigen Erben eine Form der Absicherung für die ursprünglichen Eigentümer dar. Wird aber der ursprüngliche Besitzer der Immobilie pflegebedürftig sollte die wirtschaftliche Nutzung vorab vertraglich geregelt sein. Je nach Anbieter existieren unterschiedliche Auflagen für die Vermietung einer Immobilie, die zum Teil verkauft wurde – zumal das zuvor vereinbarte Nutzungsentgelt monatlich entrichtet werden muss. Sollten jedoch Mieteinnahmen benötigt werden, um anfallende Pflegekosten anteilig zu decken und so den Verkauf der Immobilie zu verhindern, sollte dies vorher berücksichtigt werden.
Da (in Deutschland) auch der Verkauf einer Immobilie als zumutbar gilt, wenn dieser die Erben nicht selbst zum Sozialfall macht, sollten Interessenten, die nicht alleinstehend sind, diesen Punkt vorab in ihre Überlegungen mit einbeziehen, wenn sie über einen Teilverkauf nachdenken.